# Совет министров Боснии и Герцеговины
Совет министров Боснии и Герцеговины (босн. и хорв. Vijeće ministara Bosne i Hercegovine, серб. Савјет министара Босне и Херцеговине) является правительством Боснии и Герцеговины.
В соответствии со статьей V, раздел 4 Конституции, Председатель Совета министров назначается Президиумом Боснии и Герцеговины, а подтверждается Палатой представителей. Председатель Совета Министров затем назначает других министров.

## Полномочия
Совет министров отвечает за реализацию политики и решений в следующих областях: внешняя политика, внешняя торговля, таможенной и денежно-кредитной политики, политики финансовых институтов Боснии и Герцеговины и её международных финансовых обязательств, иммиграционная политика, беженцы и просители политического убежища и регулирования этих областей, применение международно-правовых норм внутри и вне государства, в том числе отношения с Интерполом, создание и управление общего и международного коммуникационного оборудования, контроль воздушного транспорта.

## Структура
Совет министров Боснии и Герцеговины состоится из следующих девяти министерств:
- Министерство иностранных дел
- Министерство внешней торговли и экономических отношений[босн.]
- Министерство финансов и Казначейство[босн.]
- Министерство связи и транспорта[босн.]
- Министерство по гражданским делам[босн.]
- Министерство по правам человека и делам беженцев[босн.]
- Министерство юстиции[босн.]
- Министерство безопасности[босн.]
- Министерство обороны.

В дополнение к министерствам, Совет министров также имеет пять постоянных органов:
- Генеральный секретариат,
- Комитет по экономике,
- Комитет по внутренней политике,
- Управление по вопросам европейской интеграции Боснии и Герцеговины
- Управление законодательства.